# Petit-Rocher-Ouest
Pour les articles homonymes, voir Petit-Rocher (homonymie).
Petit-Rocher-Ouest est une autorité taxatrice de la paroisse de Beresford (Beresford-Sud), située dans le comté de Gloucester, au nord-est du Nouveau-Brunswick.

## Histoire
Petit-Rocher-Ouest est situé dans le territoire historique des Micmacs, plus précisément dans le district de Gespegeogag, qui comprend le littoral de la baie des Chaleurs.
La seigneurie de Népisiguit est concédée en 19 mars 1691 au Sieur Jean Gobin, un marchand de Québec; elle avait un territoire long de 12 lieues et profond de 10 lieues, à partir du littoral de la baie et probablement centré sur la rivière Népisiguit ce qui, selon William Francis Ganong, inclut le site de Petit-Rocher-Ouest. Gobin donne la seigneurie à Richard Denys de Fronsac. La seigneurie, par l'héritage à sa femme, tombe aux mains de Rey-Gaillard, qui la possédait en 1753. Cooney parle d'une concession à un certain Enaud, qui est vraisemblablement Philippe Hesnault, seigneur de Pokemouche et peut-être agent de Gobin.
En 1825, le territoire est touché par les Grands feux de la Miramichi, qui dévastent entre 10 000 km2 et 20 000 km2 dans le centre et le nord-est de la province et tuent en tout plus de 280 personnes,.